# GEDA

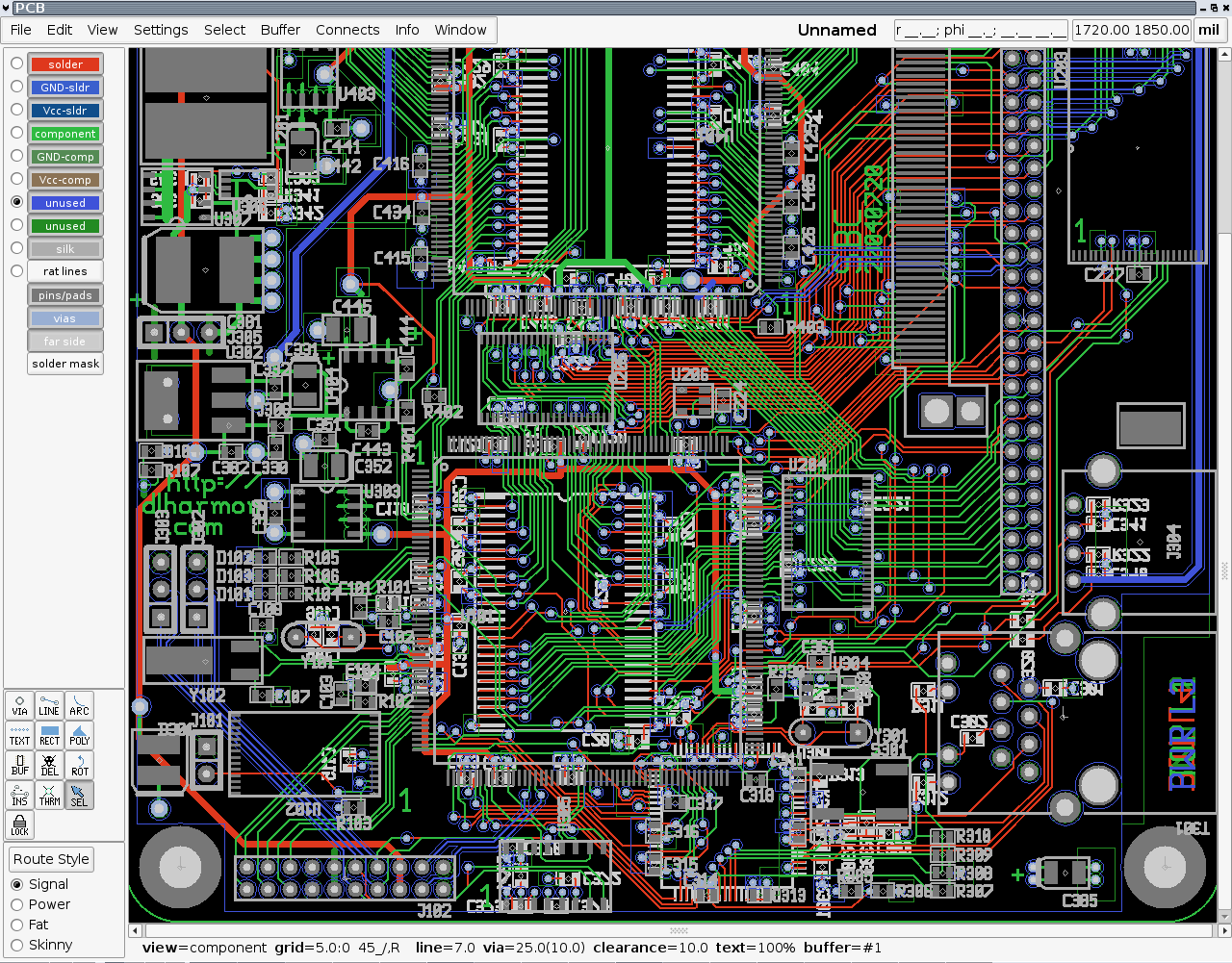
Редактор топології друкованих плат — PCB

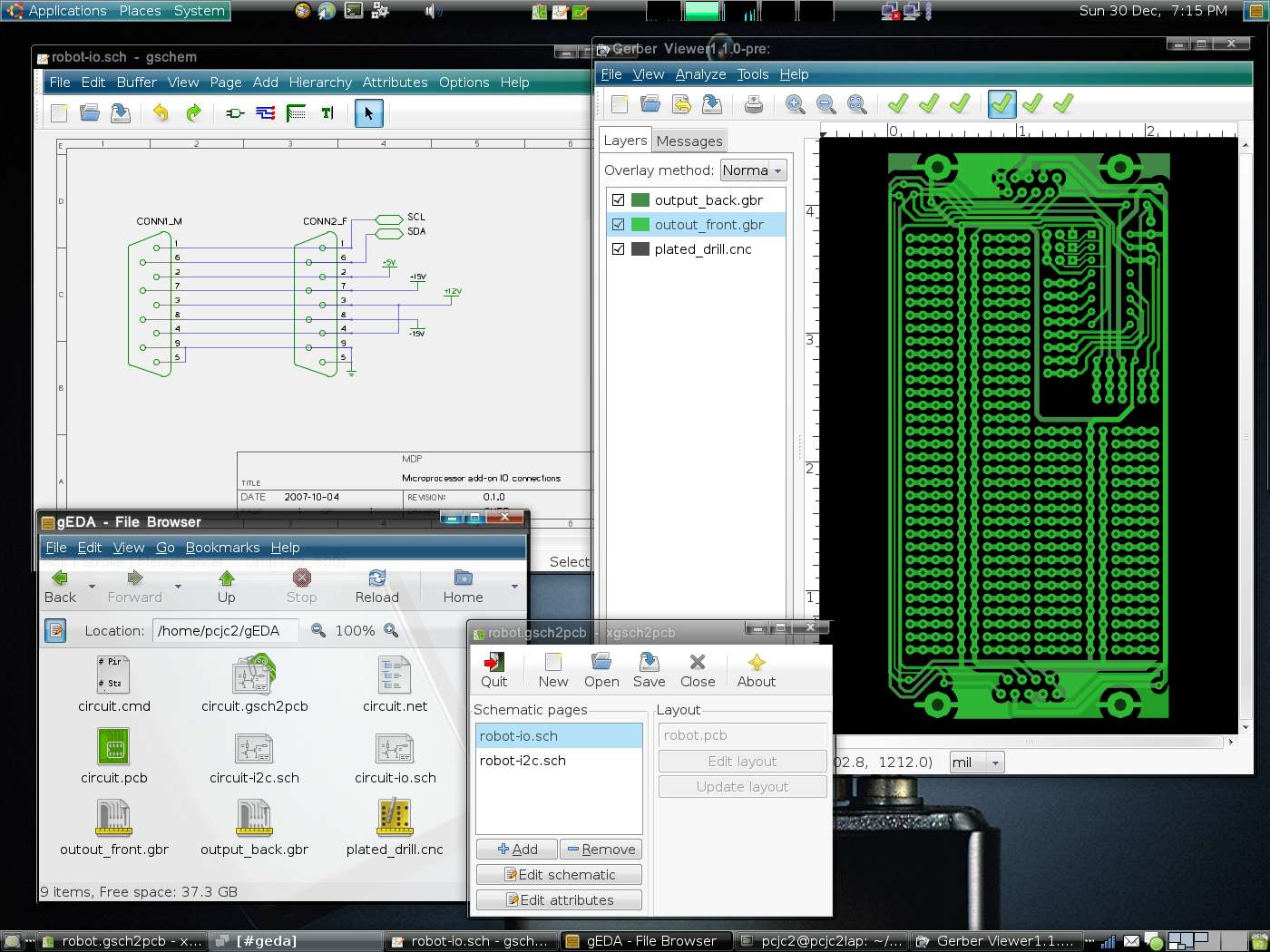
Редактор схем gschem і програма перегляду фотошаблонів gerbv системи gEDA

gEDA — САПР для проєктування електронних пристроїв. Розповсюджується за ліцензією GPL. Включає інструменти для редагування електричних схем, симуляції цифрових і аналогових схем, трасування друкованих плат і підготовки до виробництва. Проєкт з самого початку орієнтований на UNIX-сумісні платформи, хоча деякі програми, що входять до його складу, портовані під ОС Windows.
Назва системи gEDA походить від англійської абревіатури EDA (Electronic Design Automation) і префікса «g», типового для відкритих проєктів, які розповсюджуються під ліцензією GPL.
В даний час пакет цілком придатний для проєктування пристроїв середнього рівня складності і може бути корисний як студентам, любителям, так і професійним розробникам електронних пристроїв.

## Склад проєкту gEDA
Оригінальний проєкт gEDA/gaf, що розробляється і підтримується розробниками проєкту, включає:
- Gschem — редактор електричних схем
- Gnetlist — генератор  списку з'єднань
- Gsymcheck — утиліта перевірки синтаксису бібліотечних символів (компонентів)
- Gattrib — редактор атрибутів символів в схемі у вигляді таблиці
- Libgeda — бібліотека, що надає API для gEDA / gaf
- Gsch2pcb — утиліта створення списку з'єднання для топологічного редактора PCB
- Набори допоміжних утиліт

Самостійні програми, які були включені до складу проєкту:
- PCB — редактор топології друкованих плат.
- Gerbv — утиліта перегляду файлів Gerber (фотошаблонів)
- Ngspice — симулятор змішаних електричних ланцюгів (порт Berkeley SPICE)
- GnuCap — сучасний симулятор електричних ланцюгів
- Gspiceui — графічний інтерфейс (GUI) для ngspice / GnuCap
- Gwave — переглядач форми сигналів
- Icarus Verilog — компілятор і симулятор мови Verilog рівня RTL
- GTKWave — переглядач часових діаграм цифрових сигналів
- Wcalc — засіб розрахунку ліній передачі

## Історія проєкту
Проєкт gEDA заснував Алéш Гвезда (Ales Hvezda) у зв'язку з відсутністю на той момент такого роду вільного програмного забезпечення для ОС Linux / UNIX. Перший реліз вийшов 1 квітня 1998 року, він включав в себе редактор схем і генератор списку з'єднань. У той же час був
запущений офіційний сайт проєкту gEDA.
Спочатку планувалося також створення редактора топології друкованих плат, але з'ясувалося, що така програма вже існує — проєкт під назвою PCB. У зв'язку з цим, в генератор списку з'єднань була додана сумісність з PCB. В результаті проєкт PCB приєднався до gEDA, як і інші подібні проєкти.
За час існування проєкту, до нього приєдналося ще кілька самостійних вузькоспеціалізованих проєктів, які тепер вважаються частиною gEDA, в зв'язку з чим оригінальний проєкт і його складові частини стали називати gEDA/gaf (G schem And Friends).